# 五泄镇
五泄镇，是中国浙江省绍兴市诸暨市下辖的一个镇。

## 行政区划
下辖以下地区：
古塘村、洋塘村、西皇村、红枫岭村、十四都村、江滨村、五泄村和泄峰村。